# Viktorie z Battenbergu
Viktorie Evženie z Battenbergu (anglicky Victoria Eugenie Julia Ena), zvaná Ena (24. října 1887 – 15. dubna 1969), byla španělskou královnou, manželkou krále Alfonse XIII., od jejich sňatku 31. května 1906 do 14. dubna 1931, kdy byla vyhlášena druhá španělská republika. Rodem byla hesenská princezna a patřila k rodu Battenbergů, morganatické větvi Hesensko-Darmstadtského rodu. Byla nejmladší vnučkou královny Viktorie a prince Alberta. 

## Původ a dětství

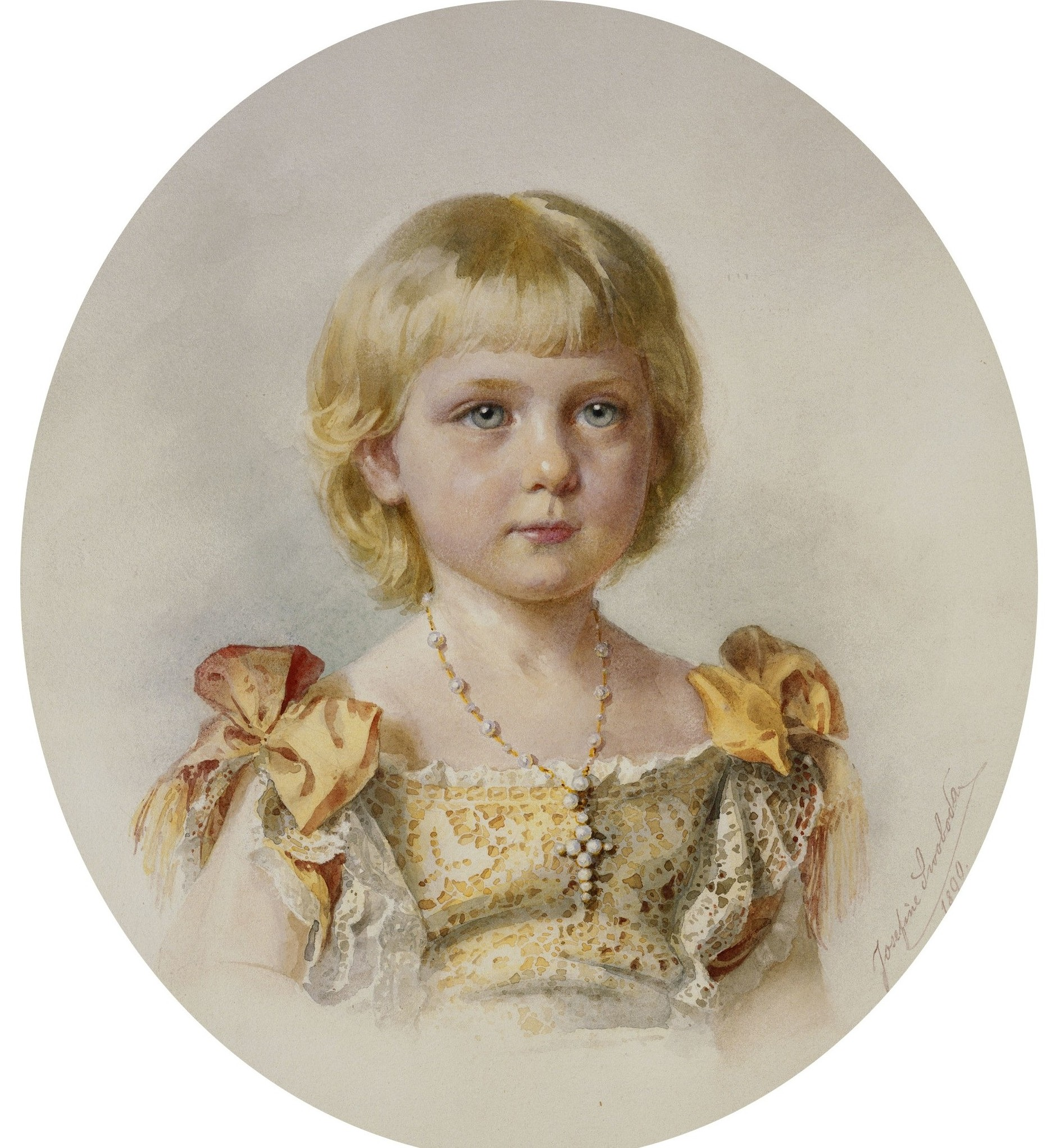
Princezna Viktorie Evženie z Battenbergu na portrétu Josefiny Swobodové, 1890

Viktorie Evženie se narodila 24. října 1887 na zámku Balmoral ve Skotsku. Jejím otcem byl princ Jindřich z Battenbergu, čtvrté dítě a třetí syn prince Alexandra Hesenského a Julie, princezny z Battenbergu, a matkou princezna Beatrix, pátá dcera královny Spojeného království Viktorie a prince Alberta Sasko-Kobursko-Gothajského. Její matka byla jako nejmladší dítě osamělé královny držena „doma“ u dvora, který se shodou okolností nacházel na Balmoralu, když začala rodit. Viktorie Evženie byla posledním vnoučetem britského panovníka, které se narodilo ve Skotsku, dokud se v srpnu 1930 na zámku Glamis v Angusu nenarodila princezna Margaret.
Protože princ Jindřich pocházel z morganatického manželství, převzal titul prince z Battenbergu po své matce, která byla sama jmenována princeznou z Battenbergu. Jméno dostala po své babičce z matčiny strany Viktorii a po své kmotře Evženii de Montijo, francouzské císařovně španělského původu, která žila v exilu ve Spojeném království. Její rodina i britská veřejnost ji znala pod zdrobnělinou posledního z jejích jmen, jako Ena. Narodila se v padesátém roce vlády královny Viktorie, proto se jí říkalo „Jubilejní dítě."
Byla pokřtěna v salonu v Balmoralu. Jejími kmotry byli císařovna Evženie (zastoupená princeznou Frederikou Hannoverskou), německá korunní princezna Viktorie (její teta z matčiny strany; zastoupená vévodkyní z Roxburghe), princezna z Battenbergu (její babička z otcovy strany; zastoupená markýzou z Ely), princezna Helena Šlesvicko-holštýnská (její teta z matčiny strany; zastoupená hraběnkou z Errollu), princ Ludvík z Battenbergu (její strýc z otcovy strany; zastoupený hrabětem z Hopetounu) a vévoda z Edinburghu (její strýc z matčiny strany; zastoupený sirem Henrym Ponsonbym).

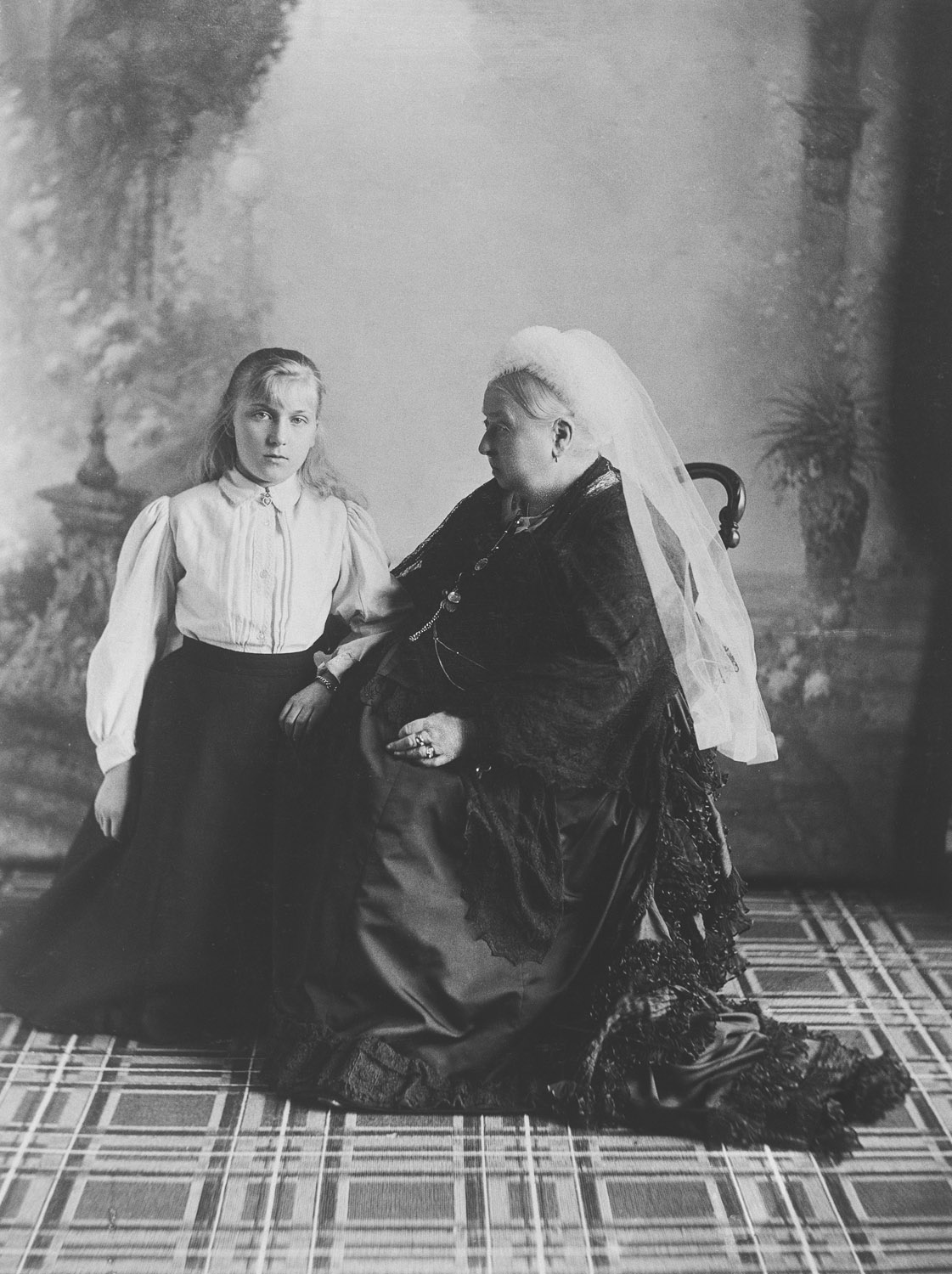
Princezna Viktorie Evženie z Battenbergu se svou babičkou, královnou Viktorií, 1897

Viktorie Evženie vyrůstala v domácnosti královny Viktorie, neboť britská panovnice neochotně povolila Beatrix sňatek pod podmínkou, že zůstane matčinou společnicí a osobní sekretářkou na plný úvazek. Dětství proto strávila na zámku Windsor, v Balmoralu a v Osborne House na ostrově Wight. Byla družičkou na svatbě svého bratrance, vévody (pozdějšího krále Jiřího V.) a vévodkyně z Yorku 6. července 1893.
Když bylo Viktorii Evženii šest let, utrpěla těžký otřes mozku, když byla v Osbornu shozena z poníka a udeřila se hlavou o zem. Lékaři královny Viktorie si všimli nebezpečných příznaků, jako byly zjevné známky tlaku na mozek, pravděpodobně krvácení.
Viktorie Evženie měla blízko ke své babičce královně Viktorii. Později zmínila: „Narodila jsem se a vyrůstala v jejím domě, byla pro nás jako druhá matka. Byla velmi laskavá, ale přísná, se staromódními představami o tom, jak je třeba vychovávat děti." Královna Viktorie napsala: „Mám tyto milované děti tak ráda, téměř stejně jako jejich vlastní rodiče“, a o Viktorii Evženii mluvila jako o „malém pokladu." Její otec zemřel během aktivní vojenské služby poté, co se v roce 1896 nakazil v Africe horečkou. Po smrti královny Viktorie v roce 1901 se její matka s rodinou odstěhovala z Osborne House a usadila se v Kensingtonském paláci v Londýně.

## Manželství
V roce 1905 vykonal španělský král Alfons XIII. oficiální státní návštěvu Spojeného království. Strýc Viktorie Evženie z matčiny strany, král Eduard VII., uspořádal na počest španělského krále večeři v Buckinghamském paláci. Alfons seděl mezi královnou Alexandrou a princeznou Helenou, sestrou krále Eduarda, a všiml si Viktorie Evženie a zeptal se, kdo je ten host na večeři s téměř bílými vlasy. Všichni věděli, že král Alfons hledá vhodnou nevěstu, a jednou z nejsilnějších kandidátek byla princezna Patricie z Connaughtu, další neteř krále Eduarda. Protože se zdálo, že princezna Patricie španělského panovníka neoslovila, Alfons dopřál Viktorii Evženii svůj zájem, a tak začaly námluvy. Když se Alfons vrátil do Španělska, často posílal Viktorii Evženii pohlednice a mluvil o ní příznivě. Jeho matce, královně Marii Kristýně, se synovo rozhodnutí nelíbilo, zčásti proto, že Battenbergovy považovala za nekrálovské kvůli nejasnému původu matky prince Jindřicha, a zčásti proto, že chtěla, aby se její syn oženil v rámci její vlastní rodiny. Dalšími překážkami sňatku bylo náboženství (Alfons byl římský katolík a Viktorie Evženie anglikánka) a také potenciální problém hemofilie, nemoci, kterou královna Viktorie přenesla na některé své potomky. Bratr Viktorie Evženie, Leopold, byl hemofilik, takže existovala 50% pravděpodobnost, že bude přenašečkou, i když míra rizika ještě nebyla známa. Přesto, pokud by se s ní Alfons oženil, mohl by být jejich potomek touto nemocí postižen. Přesto se Alfons nenechal odradit.

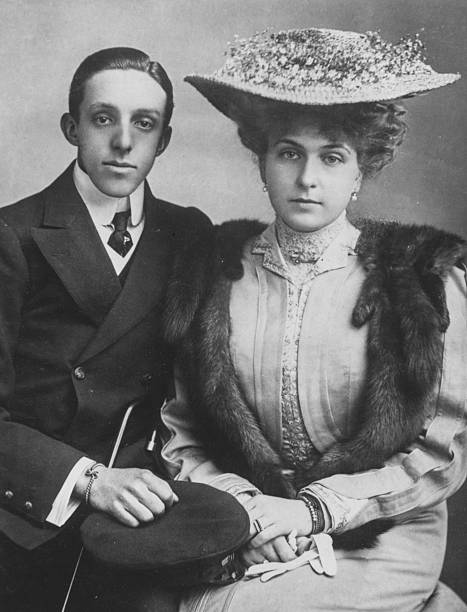
Španělský král Alfons XIII. a královna Viktorie Evženie, 1906

Po roce dohadů o tom, kterou princeznu si Alfons vezme, jeho matka nakonec v lednu 1906 souhlasila s volbou svého syna a napsala dopis matce Viktorie Evženie, v němž jí sdělila, že Alfonso cítí lásku k její dceři, a požádala o neoficiální kontakt s králem. O několik dní později ve Windsoru král Eduard blahopřál své neteři k budoucímu zasnoubení.
Princezna Beatrix a její dcera přijely do Biarritzu 22. ledna a ubytovaly se ve vile Mauriscot, kde se s nimi o několik dní později setkal král Alfons. Ve vile Mauriscot se Alfons a jeho budoucí nevěsta strávili třídenní románek s doprovodem. Poté Alfons odvezl Viktorii Evženii a její matku do San Sebastiánu, kde se setkali s královnou Marií Kristýnou. 3. února král odjel ze San Sebastiánu do Madridu a Viktorie Evženie s matkou odjely do Versailles, kde měla být princezna poučena o katolické víře: jako budoucí španělská královna souhlasila s tím, že konvertuje. Oficiální přijetí Viktorie Evženie na katolickou víru se uskutečnilo 5. března 1906 v paláci Miramar v San Sebastiánu.
Princezna Viktorie Evženie se provdala za krále Alfonse XIII. v královském klášteře San Jerónimo v Madridu 31. května 1906. Po svatebním obřadu, když se královský průvod vracel do královského paláce, byl na krále a královnu spáchán atentát, když anarchista Mateu Morral hodil z balkonu bombu na královský kočár; tento incident se stal známým jako Morralova aféra. Viktorii Evženii zachránilo život to, že přesně v okamžiku výbuchu bomby otočila hlavu, aby viděla kostel Panny Marie, který jí Alfons ukazoval; unikla zranění, ačkoli její šaty byly potřísněny krví strážného, který jel vedle kočáru.

## Španělská královna

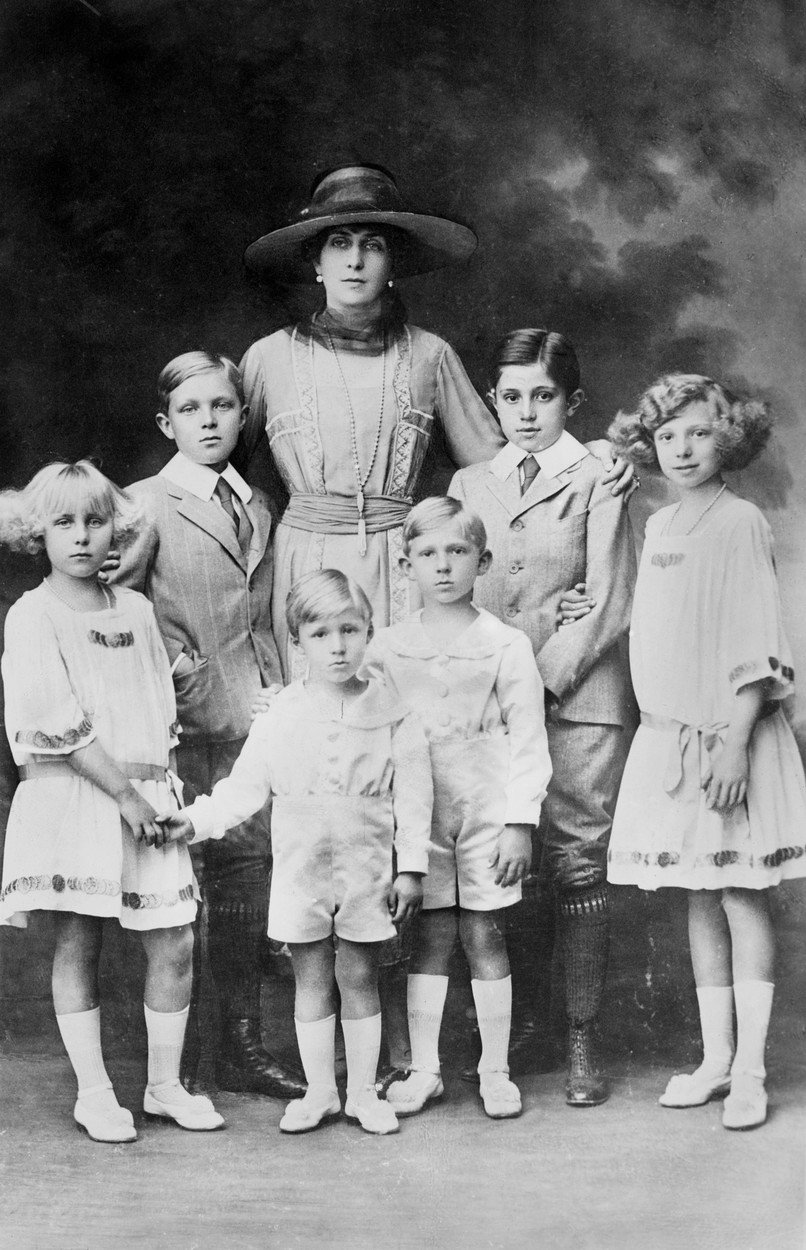
Královna Viktorie Evženie se svými šesti dětmi, 1918

Po nepříliš vydařeném začátku svého působení ve funkci španělské královny se Viktorie Evženie dostala do izolace od španělského lidu a ve své nové zemi byla neoblíbená. Její manželský život se zlepšil, když porodila syna a následníka trůnu, Alfonse, prince z Asturie. Při obřízce malého prince si však lékaři všimli, že nepřestává krvácet - to byl první příznak toho, že malý dědic trpí hemofilií. Viktorie Evženie byla zjevným zdrojem tohoto onemocnění, které zdědili její nejstarší a nejmladší synové. Na rozdíl od reakce ruského cara Mikuláše II., jehož syn a dědic po jiné vnučce královny Viktorie byl postižen podobně, Alfons údajně Viktorii Evženii nikdy neodpustil ani se nesmířil s tím, co se stalo. Král Alfons XIII. a královna Viktorie Evženie měli celkem sedm dětí, pět synů a dvě dcery. Není známo, že by některá z jejich dcer byla nositelkou hemofilie.
Po narození jejich dětí se vztah Viktorie Evženie s Alfonsem zhoršil a on měl četné aféry. Říkalo se, že měl pletky s královninou sestřenicí Beatrix, vévodkyní z Galliery, ale to je sporné. Členové králova okolí pak šířili fámy, že Beatrix byla kvůli svému špatnému chování vyhoštěna, což nebyla pravda. Celá tato situace byla pro královnu velmi bolestná, protože nemohla své sestřenici nijak pomoci.
Viktorie Evženie se věnovala práci pro nemocnice a služby pro chudé a také vzdělávání. Podílela se také na reorganizaci španělského Červeného kříže. V roce 1929 jí město Barcelona postavilo sochu v uniformě zdravotní sestry na počest její práce pro Červený kříž (socha byla však zničena).
Po Viktorii Evženii byly pojmenovány různé španělské památky. Například v roce 1909 byl po ní pojmenován majestátní neoklasicistní most přes řeku Manzanares v Madridu jako Puente de la Reina Victoria (Most královny Viktorie). V roce 1912 byla po ní pojmenována monumentální operní scéna a divadlo Teatro Victoria Eugenia v San Sebastiánu ve Španělsku. V roce 1920 spustila na vodu křižník španělského námořnictva Reina Victoria Eugenia, který byl pojmenován po ní.
Byla 976. dámou Řádu královny Marie Luisy. V roce 1923 jí papež udělil Zlatou růži, což bylo poprvé od roku 1555, kdy papež Julius III. udělil toto vyznamenání anglické královně Marii I. Tudorovně. Její babička, královna Viktorie, jí také udělila Královský řád Viktorie a Alberta. Královna rovněž obdržela Španělský Řád Červeného kříže za zásluhy (I. třídy).

## Život v exilu
Španělská královská rodina odešla 14. dubna 1931 do exilu poté, co se v komunálních volbách dostali k moci ve většině velkých měst republikáni, což vedlo k vyhlášení druhé španělské republiky. Alfons XIII. doufal, že jeho dobrovolný exil zabrání občanské válce mezi republikány a monarchisty. Rodina odešla žít do Francie a později do Itálie. Viktorie Evženie a Alfons se později rozešli a ona žila částečně ve Spojeném království a ve Švýcarsku. Zakoupila zámek Vieille Fontaine u Lausanne.
Dne 15. ledna 1941 Alfons, který cítil, že se blíží jeho smrt, převedl svá práva na španělskou korunu na svého syna, hraběte z Barcelony. Dne 12. února utrpěl Alfonso první infarkt. Alfons zemřel 28. února 1941. V roce 1942 musela Viktorie Evženie opustit Itálii, protože se podle Harolda Tittmanna, tehdejšího amerického zástupce ve Vatikánu, stala pro italskou vládu personou non grata, a to pro svůj „špatně skrývaný příklon ke spojenecké věci."
Viktorie Evženie se v únoru 1968 nakrátko vrátila do Španělska, aby se stala kmotrou při křtu svého pravnuka, infanta Filipa, syna infanta Juana Carlose a řecké a dánské princezny Sofie. Filip se stal španělským králem poté, co jeho otec, král Juan Carlos I., v červnu 2014 abdikoval.

## Smrt
Viktorie Evženie zemřela v Lausanne 15. dubna 1969 ve věku 81 let, přesně 38 let poté, co opustila Španělsko a odešla do exilu. Byla posledním žijícím dítětem princezny Beatrix a prince Jindřicha z Battenbergu. Pohřeb se konal v kostele Sacré Coeur, pohřbena byla na nedalekém hřbitově Bois-de-Vaux v Lausanne. 25. dubna 1985 byly její ostatky vráceny do Španělska a znovu uloženy do královské hrobky v Escorialu u Madridu, vedle ostatků jejího manžela Alfonse XIII. a nedaleko jejích synů, infanta Alfonse, infanta Jakuba a infanta Gonzala.

## Potomci
- Alfons Pius (1907–1938), hrabě z Covadongy

∞ 1933–1937 Edelmira Sampedro-Ocejo y Robarto
∞ 1937–1938 Marta Rocafort y Altazurra
- Jakub Jindřich (1908–1975), vévoda ze Segovie a uchazeč o francouzský trůn jako Jakub (Jacques) II.

∞ 1935–1947 Princezna Victoire Jeanne Joséphine Emmanuelle de Dampierre
∞ 1949 Carlota Tiedemann
- Beatrix Isabela (1909–2002) ∞ 1935 Alessandro Torlonia, kníže z Civitella-Cessi
- María Cristina Španělská (1911–1996) ∞ 1940 Enrico hrabě Marone
- Juan Carlos (1913–1993), hrabě Barcelonský ∞ 1935 princezna Marie Mercedes Bourbonsko-Sicilská; otec španělského krále Juana Carlose I.;
- Gonzalo Manuel (1914–1934)

## Tituly a oslovení
- 24. října 1887 – 3. dubna 1906: Její Výsost princezna Viktorie Evženie z Battenbergu
- 3. dubna 1906 – 31. května 1906: Její Královská Výsost princezna Viktorie Evženie z Battenbergu
- 31. května 1906 – 14. dubna 1931: Její Veličenstvo královna
- 14. dubna 1931 – 15. dubna 1969: Její Veličenstvo královna Viktorie Evženie Španělská

## Vývod z předků
|                        |                                      |  |                                      |                                      |  |  |  |  |  |  |  | Ludvík I. Hesensko-Darmstadtský |
|                        |                                      |  |                                      |                                      |  |  |  |  |  |  |  |                                 |
|                        | Ludvík II. Hesenský                  |  |                                      |                                      |  |  |  |  |  |  |  |                                 |
|                        |                                      |  |                                      |                                      |  |  |  |  |  |  |  |                                 |
|                        |                                      |  |                                      | Luisa Hesensko-Darmstadtská          |  |  |  |  |  |  |  |                                 |
|                        |                                      |  |                                      |                                      |  |  |  |  |  |  |  |                                 |
|                        | Alexandr Hesensko-Darmstadtský       |  |                                      |                                      |  |  |  |  |  |  |  |                                 |
|                        |                                      |  |                                      |                                      |  |  |  |  |  |  |  |                                 |
|                        |                                      |  |                                      | Karel Ludvík Bádenský                |  |  |  |  |  |  |  |                                 |
|                        |                                      |  |                                      |                                      |  |  |  |  |  |  |  |                                 |
|                        | Vilemína Luisa Bádenská              |  |                                      |                                      |  |  |  |  |  |  |  |                                 |
|                        |                                      |  |                                      |                                      |  |  |  |  |  |  |  |                                 |
|                        |                                      |  |                                      | Amálie Hesensko-Darmstadtská         |  |  |  |  |  |  |  |                                 |
|                        |                                      |  |                                      |                                      |  |  |  |  |  |  |  |                                 |
|                        | Jindřich z Battenbergu               |  |                                      |                                      |  |  |  |  |  |  |  |                                 |
|                        |                                      |  |                                      |                                      |  |  |  |  |  |  |  |                                 |
|                        |                                      |  |                                      | Friedrich Karel Emanuel Hauke        |  |  |  |  |  |  |  |                                 |
|                        |                                      |  |                                      |                                      |  |  |  |  |  |  |  |                                 |
|                        | Jan Mořic Hauke                      |  |                                      |                                      |  |  |  |  |  |  |  |                                 |
|                        |                                      |  |                                      |                                      |  |  |  |  |  |  |  |                                 |
|                        |                                      |  |                                      | Marie Salomé Schweppenhäuser         |  |  |  |  |  |  |  |                                 |
|                        |                                      |  |                                      |                                      |  |  |  |  |  |  |  |                                 |
|                        | Julie von Hauke                      |  |                                      |                                      |  |  |  |  |  |  |  |                                 |
|                        |                                      |  |                                      |                                      |  |  |  |  |  |  |  |                                 |
|                        |                                      |  |                                      | František Leopold Lafontaine         |  |  |  |  |  |  |  |                                 |
|                        |                                      |  |                                      |                                      |  |  |  |  |  |  |  |                                 |
|                        | Žofie Lafontaine                     |  |                                      |                                      |  |  |  |  |  |  |  |                                 |
|                        |                                      |  |                                      |                                      |  |  |  |  |  |  |  |                                 |
|                        |                                      |  |                                      | Marie Terezie Kornély                |  |  |  |  |  |  |  |                                 |
|                        |                                      |  |                                      |                                      |  |  |  |  |  |  |  |                                 |
| Viktorie z Battenbergu |                                      |  |                                      |                                      |  |  |  |  |  |  |  |                                 |
|                        |                                      |  |                                      |                                      |  |  |  |  |  |  |  |                                 |
|                        |                                      |  | František Sasko-Kobursko-Saalfeldský |                                      |  |  |  |  |  |  |  |                                 |
|                        |                                      |  |                                      |                                      |  |  |  |  |  |  |  |                                 |
|                        | Arnošt I. Sasko-Kobursko-Saalfeldský |  |                                      |                                      |  |  |  |  |  |  |  |                                 |
|                        |                                      |  |                                      |                                      |  |  |  |  |  |  |  |                                 |
|                        |                                      |  |                                      | Augusta Reuss Ebersdorf              |  |  |  |  |  |  |  |                                 |
|                        |                                      |  |                                      |                                      |  |  |  |  |  |  |  |                                 |
|                        | Albert Sasko-Kobursko-Gothajský      |  |                                      |                                      |  |  |  |  |  |  |  |                                 |
|                        |                                      |  |                                      |                                      |  |  |  |  |  |  |  |                                 |
|                        |                                      |  |                                      | Augustus Sasko-Gothajsko-Altenburský |  |  |  |  |  |  |  |                                 |
|                        |                                      |  |                                      |                                      |  |  |  |  |  |  |  |                                 |
|                        | Luisa Sasko-Gothajsko-Altenburská    |  |                                      |                                      |  |  |  |  |  |  |  |                                 |
|                        |                                      |  |                                      |                                      |  |  |  |  |  |  |  |                                 |
|                        |                                      |  |                                      | Luisa Šarlota Meklenbursko-Zvěřínská |  |  |  |  |  |  |  |                                 |
|                        |                                      |  |                                      |                                      |  |  |  |  |  |  |  |                                 |
|                        | Beatrix Sasko-Koburská               |  |                                      |                                      |  |  |  |  |  |  |  |                                 |
|                        |                                      |  |                                      |                                      |  |  |  |  |  |  |  |                                 |
|                        |                                      |  |                                      | Jiří III.                            |  |  |  |  |  |  |  |                                 |
|                        |                                      |  |                                      |                                      |  |  |  |  |  |  |  |                                 |
|                        | Eduard August Hannoverský            |  |                                      |                                      |  |  |  |  |  |  |  |                                 |
|                        |                                      |  |                                      |                                      |  |  |  |  |  |  |  |                                 |
|                        |                                      |  |                                      | Šarlota Meklenbursko-Střelická       |  |  |  |  |  |  |  |                                 |
|                        |                                      |  |                                      |                                      |  |  |  |  |  |  |  |                                 |
|                        | královna Viktorie                    |  |                                      |                                      |  |  |  |  |  |  |  |                                 |
|                        |                                      |  |                                      |                                      |  |  |  |  |  |  |  |                                 |
|                        |                                      |  |                                      | František Sasko-Kobursko-Saalfeldský |  |  |  |  |  |  |  |                                 |
|                        |                                      |  |                                      |                                      |  |  |  |  |  |  |  |                                 |
|                        | Viktorie Sasko-Kobursko-Saalfeldská  |  |                                      |                                      |  |  |  |  |  |  |  |                                 |
|                        |                                      |  |                                      |                                      |  |  |  |  |  |  |  |                                 |
|                        |                                      |  |                                      | Augusta Reuss Ebersdorf              |  |  |  |  |  |  |  |                                 |
|                        |                                      |  |                                      |                                      |  |  |  |  |  |  |  |                                 |